# Peperone di Senise
El pimiento de Senise (en italiano, peperone di Senise) es una variedad de pimiento (Capsicum annuum) típica de Senise, municipio de la provincia de Potenza, sur de Italia. Es una variedad dulce de pimiento con un pericarpio delgado y bajo contenido de agua. Desde 1996, el pimiento de Senise está reconocido como producto hortofrutícola con indicación geográfica protegida (IGP).

## Características

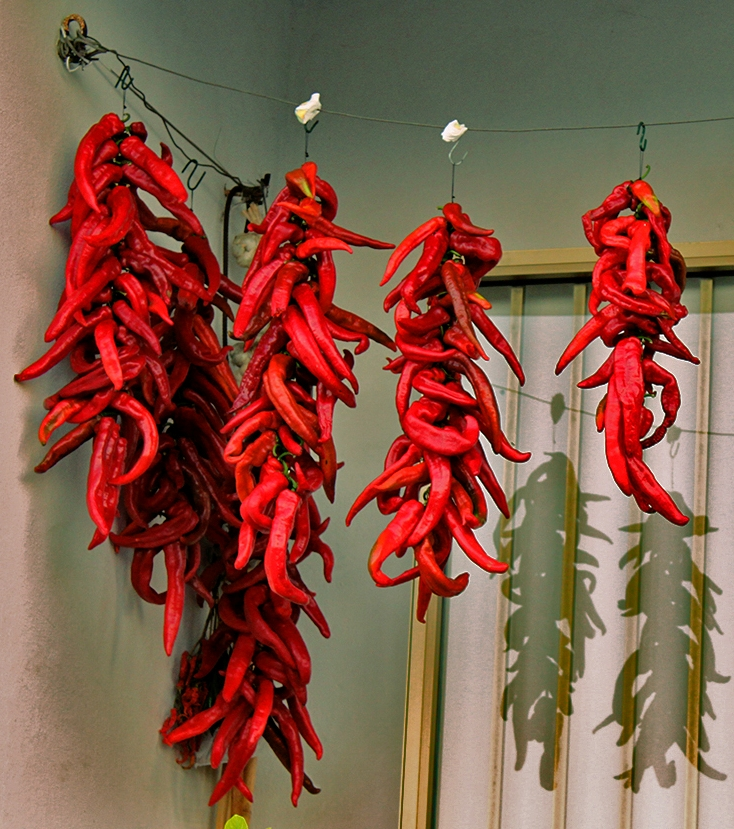
El pimiento de Senise se deseca en ristras para obtener el peperoni cruschi

Tiene forma puntiaguda y bastante torcida, un sabor dulce y un color que varía del verde al rojo púrpura según el estadio de madurez, y se caracteriza por su tamaño pequeño y pulpa fina (de 1,5 a 2,2 mm). El pedúnculo está bien unido a la baya, para que no se desprenda incluso después del secado. El producto seco se ensarta en collares o ristras (llamados serte en italiano) de longitud variable de 1,5 a 2 m. Se vende fresco, seco y en polvo.
El área de producción incluye las áreas adyacentes al municipio de Senise en los valles de los ríos Sinni y Agri. Desde que el pimiento llegó a Italia, entre 1500 y 1600, los agricultores sieneses seleccionaron una variedad que, con el paso del tiempo, se convertirá en una de las más apreciadas a nivel nacional. Inicialmente esta solanácea creció y se desarrolló en un paisaje agrícola caracterizado sobre todo por el autoconsumo, convirtiéndose posteriormente en un cultivo cada vez más especializado y por tanto capaz de garantizar una renta.
El peperone de Senise se destina principalmente a la desecación, convirtiéndolo en un pimiento crujiente conocido como "crusco", un elemento esencial de la cocina lucana. El secado de los pimientos Senise se lleva a cabo según métodos locales naturales mediante la exposición indirecta a los rayos del sol en largas coronas colgadas en lugares soleados y ventilados. Un último paso muy rápido en el horno elimina cualquier humedad residual y facilita la posible molienda posterior para obtener una especia conocida en la jerga como zafaran p'sat, ya que recuerda, en color y estructura, al clásico azafrán. También se utiliza fresco como pimiento relleno (barbilla zafaran) con la adición de ajo, pan rallado y anchoas.

## Área de producción
La producción se encuentra dentro del municipio de Senise y en otros municipios vecinos de las provincias de Potenza y Matera. Para obtener la denominación 'Peperone di Senise' es necesario que se produzcan en alguna de las siguientes zonas:
- para Senise, el territorio se identifica con las áreas servidas por los sistemas de riego del consorcio de recuperación «Alta Val d'Agri» (áreas de llanuras aluviales de recuperación en las márgenes derecha e izquierda del río Sinni, a saber: Sicileo, Visciglio, Massanova, Piano delle maniche, Codicino , Piano delle Rose), así como las llanuras a derecha e izquierda del arroyo Serrapotamo;
- para Chiaromonte, las llanuras de inundación a partir de la zanja "Armirosse" y entre la carretera municipal "Chiaromonte-Sinnica" y el terraplén en la margen izquierda del río Sinni, así como las tierras de inundación a la derecha del torrente Serrapòtamo en 'Ischitella' de Chiaromonte;
- para Noepoli, las áreas de llanuras aluviales ubicadas a la izquierda del río Sarmento en Pantano di Noepoli y Piano delle Rose;
- para San Giorgio Lucano, las áreas de llanuras aluviales ubicadas a la izquierda del río Sarmento en la localidad de "Rosaneto" y Piano delle Rose;
- para Valsinni, están involucradas todas las llanuras aluviales ubicadas en la margen derecha del río Sinni;
- para Colobraro, las llanuras aluviales a la derecha del río Sinni;
- para Tursi, las llanuras aluviales planas ubicadas a la derecha del río Agri y precisamente los 'Giardini Monte y los Giardini di Marone', y las de la derecha del río Sinni hasta la altura entre la intersección entre SS Sinnica y la rama para Tursi;
- para Montalbano Jonico, las llanuras aluviales a lo largo de la margen izquierda del río Agri que partiendo de los 'Giardini di Isca', a lo largo de la SS Val d'Agri 103, llegan a la c.da Sant'Elena;
- para Craco, se indica el terreno llano que discurre por la SP76 Craco-Peschiera desde el cruce con la SS103 hasta el Km 8;
- para Roccanova, los llanos a derecha e izquierda del arroyo Roccanova;
- para Sant'Arcangelo, las llanuras aluviales entre el fondo del valle de Agri y la margen derecha del río del mismo nombre.

## Feria gastronómica
Un festival conocido como U strittul ru zafaran (el callejón de la pimienta) está dedicado a la pimienta Senise y se organiza anualmente el 11 de agosto.